# Préaux, Indre
Préaux là một xã ở tỉnh Indre khu vực trung bộ Pháp. Xã này có diện tích 32,54 kilômét vuông, dân số thời điểm năm 1999 là 184 người. Khu vực này có độ cao trung bình 146 mét trên mực nước biển.
Préaux nằm bên tả ngạn sông Indrois, một con sông chảy hướng tây bắc qua khu vực phía nam của xã và tạo thành ranh giới phía tây.